# Accara
Accara, monotipski biljni rod iz porodice mirtovki. Jedina vrsta A. elegans raste jedino u brazilskoj državi Minas Gerais. A. elegans je grm visine 1 do 2 metra

## Sinonimi
- Guajava elegans (DC.) Kuntze
- Myrtus elegans DC.
- Myrtus stictophylla Kiaersk.
- Psidium elegans (DC.) Mart. ex O.Berg
- Psidium elegans var. angustifolium O.Berg
- Psidium elegans var. latifolium O.Berg
- Psidium stictophyllum (Kiaersk.) Mattos